# Astèrix la rosa i l'espasa
Astèrix la rosa i l'espasa (títol original en francès: La Rose et le Glaive) és el vint-i-novè àlbum de la sèrie Astèrix el gal. Va ser el cinquè publicat després de la mort de René Goscinny, quedant Albert Uderzo encarregat del guió i del dibuix. Va ser publicat en francès el 1991, amb una tirada original de 2.000.000 d'exemplars a França i 7.000.000 a Europa. Parodia les relacions home-dona i els secrets militars.

## Sinopsi
Amoïnades per la qualitat de l'ensenyament d'Assegurançatòrix (que té el doble títol de bard i de mestre d'escola) les dones del poble decideixen acomiadar-lo i anuncien l'arribada d'una dona que ocuparà el seu lloc.
Vexat per la seva proposta i després d'un altercat amb les dones, Assegurançatòrix decideix abandonar definitivament el poble. Magistra, la seva substituta, aviat comença a predicar les seves tesis sobre la igualtat entre homes i dones, i la seva militància agressiva irrita els homes del poble. Quan Karabella i Magistra prenen el poder, els homes abandonen el poblat. Al mateix moment, els romans es preparen per atacar el poble mitjançant una centúria formada només per dones, esperant aprofitar-se de la galanteria gal·la que impedeix als gals pegar a les dones. Els gals se'n surten perquè Astèrix imagina que les legionaries, en ser dones, no podran resistir-se a anar de botigues.

## Curiositats
- La portada original de l'àlbum mostrava a Astèrix, empenyent un Obèlix estoic, mentre que veia com tenien a sobre una espasa amb una rosa que els apuntava.[1]
- El nom del romà és Clàudius Prenlòmnibus, i es basa en l'expressió anglesa "Man on the Clapham omnibus", que consisteix en un terme legal per definir una persona raonablement educada i intel·ligent per emprar com a mesura davant la conducta d'un acusat.
- Per primera vegada, Assegurançatòrix colpeja a Esautomàtix.
- Conté diversos elements a l'argument i gags visuals originaris d'altres històries anteriors:
  - Obelix torna a l'escola, aparegut a L'Astèrix mai vist
  - El bard escombrant velles notes musicals de la casa de l'arbre (que cauen sobre els passavolants), d'Astèrix i els gots
  - Emprar dones legionàries per derrotar els cavallerosos gals, a L'Astèrix mai vist
  - Els animals que fugen en sentir cantar el bard, a Astèrix i els normands
  - Quan Assegurançatòrix canta fa ploure, com a Astèrix a l'Índia
  - Els nens del poble es barallen, provocant una baralla entre Esautomàtix i Ordralfabètix, a Astèrix a Còrsega
  - Un foraster provoca eleccions per substituir el cap, a El regal del Cèsar
  - És el segon àlbum en què Astèrix ha d'exiliar-se del poble, després de a Astèrix i el calderó
- El cap Copdegarròtix cau de l'escut cada cop que els gals es llencen a l'atac contra un campament romà.
- El vaixell pirata és enfonsat per la galera de les legionàries travessant-lo.
- Al banquet final, el bard Asseguratòrix està assegut a taula, però Esautomàtix l'adverteix que no canti

### Cameigs
- Diòrix, creador de moda de Lutècia (Christian Dior) (se'l cita a la pàgina 31)
- L'actor italià Aldo Maccione apareix com un legionari que voldria estar a la legió femenina (sovint apareix a les seves pel·lícules com un seductor) (pàgina 34)[2]
- Herpes, fabricant de Lutècia de bosses de pell (u joc de paraules entre Hermès International i herpes) (se'l cita a la pàgina 42)
- Olympiabrunocoquatrix, un gran empresari d'espectacles de Lutècia (Bruno Coquatrix, que va ser propietari de l'Olympia) (se'l cita a la pàgina 48)